# Sự quân bình từ suy tưởng
Trong triết học, trạng thái quân bình từ suy tưởng là tình trạng cân bằng hoặc tình trạng gắn kết giữa một tập hợp những niềm tin. Trạng thái này đạt được từ một quá trình tự điều chỉnh trong suy nghĩ. Điều chỉnh này là điều chỉnh các nguyên tắc chung và các quan điểm riêng của cá nhân. Tuy không sử dụng thuật ngữ trên, nhưng triết gia Nelson Goodman là người đầu tiên giới thiệu phương pháp quân bình từ suy tưởng như một phương pháp chứng minh các nguyên tắc của logic quy nạp. Thuật ngữ "quân bình từ suy tưởng" do John Rawls đặt ra sau khi nghiên cứu phép biện chứng elenchus của Sokrates và được nhắc đến nhiều lần trong tác phẩm nổi tiếng "Luận thuyết về công lý" của ông như một phương pháp dẫn tới các nguyên tắc của công lý.
John Rawls lập luận rằng con người có một "ý thức về công lý". Ý thức này là một nguồn gốc cho động cơ và cách đánh giá/phán xét đạo đức. Theo Rawls, chúng ta bắt đầu với "những đánh giá được cân nhắc" bắt nguồn từ ý thức về công lý. Đó có thể là những đánh giá về các nguyên tắc đạo đức chung/tổng quát (ở bất kỳ cấp độ nào của tính tổng quát) hoặc những trường hợp đạo đức cụ thể. Nếu đánh giá của chúng ta còn có điểm mâu thuẫn, chúng ta sẽ điều chỉnh niềm tin của mình cho đến khi chúng đạt được "sự quân bình", tức là khi những niềm tin đó đạt được độ bền vững, không xung đột với nhau, và đưa ra được những hướng dẫn có tính khả thi và nhất quán cho hành vi. Rawls cho rằng một tập hợp các niềm tin đạo đức trong trạng thái "quân bình từ suy tưởng" lý tưởng mô tả và là đại diện cho những nguyên tắc cơ bản của ý thức về công lý của con người.
Ví dụ cụ thể về phương pháp quân bình từ suy tưởng sẽ giúp bạn đọc dễ hiểu hơn. Giả sử Zachary tin vào nguyên tắc chung/tổng quát là luôn làm theo những điều răn trong Kinh thánh. Giả sử, đồng thời, Zachary cũng có suy nghĩ của riêng mình là ném đá một ai đó đến chết chỉ vì người đó hành nghề mê tín dị đoan là một hành vi vô đạo đức. Hai quan điểm trên có thể xung đột với nhau. Trong trường hợp này, Zachary sẽ có một số hướng lựa chọn: bỏ qua nguyên tắc chung/tổng quát để tìm một nguyên tắc khác phù hợp hơn (ví dụ, thay vì luôn tuân theo các điều răn trong Kinh thánh, giờ sẽ chỉ tuân theo Mười Điều răn), thay đổi nguyên tắc chung (ví dụ, chọn một bản dịch Kinh thánh khác, hoặc quyết định hiểu các lời răn theo nghĩa khác), hoặc thay đổi quan điểm cá nhân về vấn đề trên sao cho phù hợp với nguyên tắc chung (bằng cách nghĩ rằng phù thủy đáng bị xử tử). Dù với quyết định nào, Zachary cũng tiến gần đến trạng thái quân bình từ suy tưởng.
Một số triết gia cho rằng, "sự quân bình từ suy tưởng" là một khái niệm không tiến bộ vì nó thể hiện sự thỏa hiệp trong suy nghĩ.